# 新烏爾姆 (明尼蘇達州)
新烏爾姆（英語：New Ulm）是一個位於美國明尼蘇達州布朗縣的都市。根據2010年美國人口普查，該地共人口13522人，而該地的面積約為26.57平方千米。同時該地也是布朗縣的縣治。

## 地理
新烏爾姆的座標為44°18′43″N 94°27′47″W / 44.31194°N 94.46306°W，而該地的平均海拔高度為274米（即899英尺）。